# Dècim Magne Ausoni
Dècim Magne Ausoni (en llatí Decimus Magnus Ausonius) va ser un poeta llatí i mestre en retòrica nascut a Bordeus al voltant de l'any 310. El nom Dècim Magne Ausoni és el que recullen els manuscrits antics conservats, tot i que en els seus poemes i en una carta dirigida a Simmac signa només Ausoni.

## Biografia
Era fill de Juli Ausoni, un metge que va ser prefecte d'Il·líria. Si confiem en la imatge del pare que li va fer el seu fill, hauria estat un home ple de saviesa, de geni i de virtut. El va educar Emili Magne Arbori, germà de la seva mare. El seu avi matern, que tenia coneixements d'astrologia, li va fer l'horòscop i va trobar que el net seria una persona de gran fama. Aquesta predicció va portar-lo a esforçar-se en el coneixement i la cultura. Passà la seva infància entre la família, in una tia seva, dedicada a déu i a la castedat, l'ensenyà alguns principis morals. Va estudiar retòrica i les llengües grega i llatina a la seva ciutat natal. Als trenta anys donava classes de gramàtica, i va ser professor de retòrica.
Es va convertir al cristianisme i pel prestigi que tenia va ser preceptor de Paulí de Nola i de l'emperador Gracià. Va anar adquirint honors per la feina ben feta, i va ser nomenat comes i qüestor sota Valentinià I, i sota Gracià, nomenat prefecte del Latium, de Líbia, de les Gàl·lies i, finalment, cònsol de Roma l'any 379.

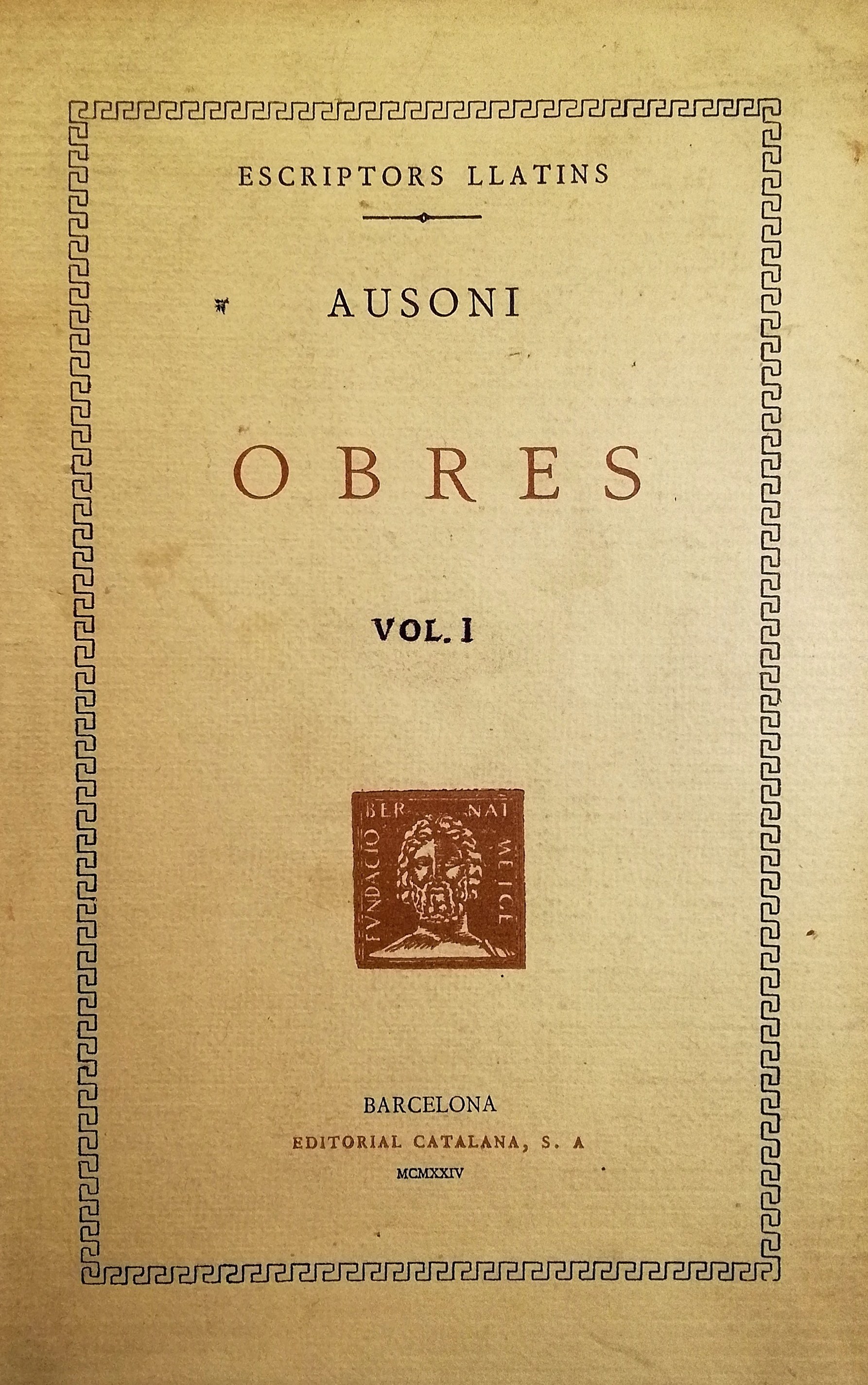
Obres d'Ausoni traduïdes en edició llatí / català per la col·lecció Fundació Bernat Metge l'any 1924

## Obra
És interessant una petita obra seva titulada Nuptialis Cento, traduïda com 'Un centó nupcial', composta enterament de versos de Virgili reordenats perquè es llegeixin amb un significat diferent a l'original. El poema celebra un casament que va culminar en una desfloració, amb gran virtuosisme i obscenitat. Així mateix, va deixar gran nombre de poesies i escrits, els principals dels quals són:
1. Epigrammatum Liber, col·lecció de 150 epigrames.
2. Ephemeris.
3. Parentalia, poemes curts.
4. Professores.
5. Epitaphia Heroum, sobre la Guerra de Troia.
6. Un catàleg mètric dels primers dotze cèsars.
7. Tetrasticlia, dels emperadors entre Juli Cèsar i Elegàbal.
8. Clarae Urbes.
9. Ludus Septem Sapientum, les doctrines dels set savis.
10. Idyllia, 20 poemes, entre aquests Epicedion in patrem Julium Antonium; Ausonii Villula; Cupido cruci affixus; Mosella (l'obra principal, que tracta d'un viatge pel riu, amb descripcions molt riques i vives); i Cento Nuptialis.
11. Eglogarium, poemes curts.
12. Epistolae, 25 cartes en part en prosa.
13. Gratiarum Actio pro Gonsidatu, dirigida a Gracià.
14. Periochae, sobre la Ilíada i l'Odissea.
15. Tres Praefatiunculae.[1]

## Posteritat
El centre de recerca en història i literatures antigues i medievals Ausonius (UMR 5067) de la Universitat de Bordeaux Montaigne porta el seu nom.

## Traduccions catalanes
- Obres, volum I, traducció de Carles Riba i Mn. Anton Navarro; 2a edició a cura de Joan Petit i Montserrat. Barcelona, 1924. Editorial Catalana / Fundació Bernat Metge, n.8.
- Obres, volum II, traducció de Carles Riba i Anton Navarro. Revisió: Joaquim Balcells. Barcelona, 1928. Col·lecció Fundació Bernat Metge, n.33.